# Корнет (противотанковый ракетный комплекс)
«Корнет» (Индекс ГРАУ — 9К135, по классификации МО США и НАТО: AT-14 Spriggan) — советский/ российский противотанковый ракетный комплекс (ПТРК) разработки Тульского КБ Приборостроения.
Комплекс разработан на базе комплекса танкового управляемого вооружения «Рефлекс», сохранив основные его компоновочные решения. Предназначен для поражения танков и других бронированных целей, в том числе оснащённых современными средствами динамической защиты. В отличие от предшествующих ПТРК «Фагот», «Конкурс» и «Метис» управление ПТУР осуществляется не по проводам, а по лазерному лучу. Это позволило выпустить модификацию ПТРК «Корнет-Д», который может поражать скоростные (250 м/с) цели. Последние версии пусковых устройств ПТРК «Корнет» реализуют концепцию «выстрелил и забыл» за счёт автомата захвата и сопровождения цели, но цель должна оставаться в пределах видимости пускового устройства до попадания ракеты. Также ПТРК «Корнет» может преодолевать современные средства активной защиты за счёт пуска двух ПТУР одновременно с задержкой меньше времени переключения комплекса активной защиты на новую угрозу.

## Описание

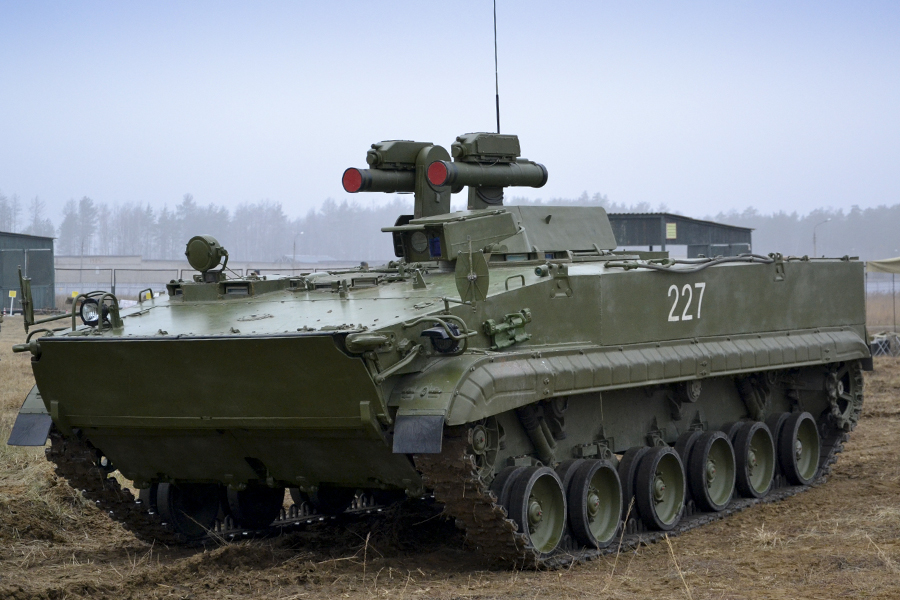
«Корнет-Т» на занятиях по боевой подготовке артиллерийских подразделений в 1000-м учебном центре боевого применения ракетных войск и артиллерии Сухопутных войск (город Коломна).

Ракета выполнена по аэродинамической схеме «утка», два раскрывающихся из ниш руля размещены в её переднем отсеке, там же находится лидирующий заряд тандемной кумулятивной боевой части (БЧ) и узлы воздушно-динамического привода рулей с лобовым воздухозаборником. В средней части ракеты размещается твердотопливный двигатель с двумя косонаправленными соплами, за ним расположена основная кумулятивная БЧ. В хвостовом отсеке ракеты установлены элементы системы управления ракетой, включая фотоприёмник лазерного излучения, также на хвостовой части корпуса закреплены четыре раскладных тонких стальных крыла, раскрывающихся после выхода ракеты из транспортно-пускового контейнера (ТПК) под действием сил упругости материала крыльев. Крылья расположены под углом 45° относительно рулей. ПТУР вместе с вышибным зарядом размещаются в герметичном ТПК, имеющем откидные крышки и рукоять. Корпус ракеты и складные рули — металлические, материал ТПК — пластик. Срок хранения ракеты в ТПК без проведения регламентных проверок — 10 лет.
ПТУР 9М133 оснащена тандемной кумулятивной боевой частью, основная боевая часть расположена позади ракетного двигателя для обеспечения необходимого фокусного расстояния при формировании кумулятивной струи. С этой же целью корпус твердотопливного ракетного двигателя выполнен кольцеобразной формы с полым центральным каналом для прохождения сквозь него высокоскоростной струи.
Кроме кумулятивной боевой части, возможно снаряжение ракет термобарической боевой частью (9М133Ф) для поражения различных инженерных сооружений и огневых точек.
Пусковая установка ракет 9П163М-1 размещена на треножном станке и включает в себя прицел, способный работать в оптическом и инфракрасном режимах, лазерный дальномер, оптическое лазерное устройство, а также автомат сопровождения целей с приводами наведения. Комплекс может вести огонь по подвижным и неподвижным наземным, морским надводным и воздушным целям. Кроме пехотной установки, «Корнет» включён в состав комплекса вооружения БМП-2М, а также боевого модуля «Кливер», может размещаться на шасси БМП-3 и в бронеавтомобилях Тигр. Возможно использование выносного пульта для пусков ракет на удалении до 50 метров.
Траектория полёта ракеты — спираль. Наведение ракет помехозащищённое автоматическое с телеориентированием в луче лазера.
Для преодоления средств динамической и активной защиты целей ПТРК поддерживает одновременный пуск двух ракет в одном луче лазера с задержками между пусками ракет менее времени срабатывания защитных систем. Для блокирования возможности постановки дымовой защитной завесы по обнаружению лазерного облучения, расчёт ПТРК большую часть полёта удерживает луч лазера на два — три метра выше цели и лишь на последнем участке переводит луч на саму цель. Такой способ прицеливания не оставляет защитной системе цели времени на противодействие ракетной атаке.

## Тактико-технические характеристики
- Максимальная дальность стрельбы:
  - Днём — 8150 м
  - Ночью — 3500 м
- Минимальная дальность стрельбы: 100 м
- Максимальная фланговая скорость цели: 60 км/ч
- Система управления: полуавтоматическая, по лучу лазера
- Калибр ракеты: 152 мм
- Длина ракеты: 1200 мм
- Максимальный размах крыла: 460 мм
- Масса:
  - Транспортно-пусковой контейнер с ракетой: 29 кг
  - Ракета: 26 кг
  - Масса БЧ: 7 кг
- Боевые части:
  - Тандемная кумулятивная:
    - Масса ВВ: 4,6 кг
    - Бронепробиваемость за ДЗ:
      - Корнет-Э — 1000 мм гомогенной брони
      - Корнет-Д — 1200 мм гомогенной брони

    - Пробиваемость бетонного монолита: не менее 3000 мм

  - Термобарическая
- Тип двигательной установки: РДТТ
- Тепловизионный прицел 1ПН-79 «Метис-2»:
  - Масса: 11 кг
  - Дальность обнаружения/стрельбы цели ночью: до 4500 м
  - Дальность распознавания цели: 2500 м
- Штатный боевой расчёт: 2 чел.
- Масса переносной ПУ 9П163М-1 (на треноге): 26 кг
  - Время перевода из походного положение в боевое: менее 1 мин.
- Масса встраиваемой ПУ 9П163М-2 «Квартет»: 60 кг (по другим данным — 48)
- Готовность к пуску, после обнаружения цели: 1—2 с
- Боевая скорострельность: 2—3 выстр./мин
- Время перезаряжания ПУ: 30 с
- Углы наведения ПУ 9П163М-1/9П163М-2:
  - По горизонтали: 360/180°
  - По вертикали: от −5° до +20°/ от −10° до +15°
- Температурный диапазон боевого применения:
  - «Корнет» от −50° до +50° С
  - «Корнет-Э» от −20° до +60° С
- Высота боевого применения над уровнем моря: до 4500 м
- СКО 0,3 м[3]

## Модификации

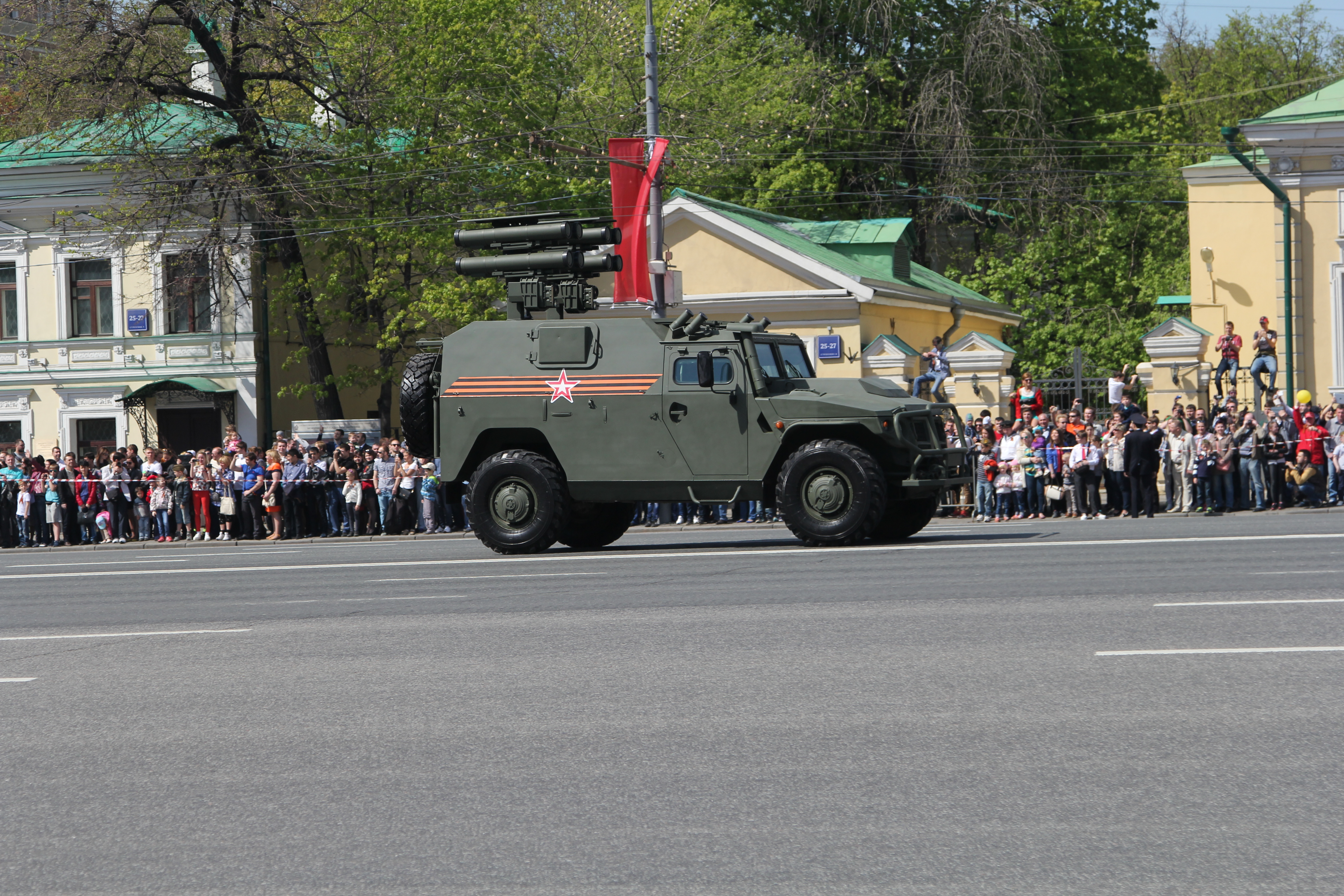
«Корнет-Д1» на Параде Победы.

- «Корнет-Э» — экспортная модификация комплекса «Корнет».
- «Корнет-Д»
- «Корнет-ЭМ» — экспортная версия комплекса «Корнет-Д»[6].
- «Корнет-Д1»[7]

## Ракеты
- 9M133 — Дальность стрельбы — 100—5000 м. Тандемно-кумулятивная боевая часть; бронепробиваемость до 1000 мм за ДЗ (Динамической Защитой).
- 9M133Ф — Дальность стрельбы — 100—5000 м. Фугасная боевая часть.
- 9М133-1 — Дальность стрельбы — 100—5500 м. Тандемно-кумулятивная боевая часть бронепробиваемость до 1000—1200 мм за ДЗ. Масса ракеты в транспортно-пусковом контейнере — 29 кг.
- 9M133Ф-1 — Дальность стрельбы — 100—5500 м. Масса ракеты в транспортно-пусковом контейнере — 29 кг. Фугасная БЧ.
- 9М133ФМ — Фугасная БЧ.
- 9М133М-2 — Дальность стрельбы — 150—8000 м. Масса ракеты в транспортно-пусковом контейнере — 31 кг. Тандемно-кумулятивная БЧ бронепробиваемость до 1100—1300 мм за ДЗ.
- 9М133ФМ-2 — Дальность стрельбы — 150—8000 м. Масса ракеты в транспортно-пусковом контейнере — 31 кг. Термобарическая боевая часть для поражения пехоты и легкобронированной техники, по действию сходная с реактивным огнемётом РПО Шмель, но в 3-4 раза мощнее (10 кг тротилового эквивалента).[4]
- 9М133ФМ-3 — Дальность стрельбы — 150—10000 м. Масса ракеты в транспортно-пусковом контейнере — 33 кг. Фугасная БЧ — тротиловый эквивалент 7 кг. Для поражения воздушных целей на скоростях до 250 м/с (900 км/ч) и потолка полёта 9 км. Подрыв контактный или неконтактный при пролёте в 3 метрах от цели.[4] Как фугасная ракета может применяться и против наземных целей.

## Пусковые установки

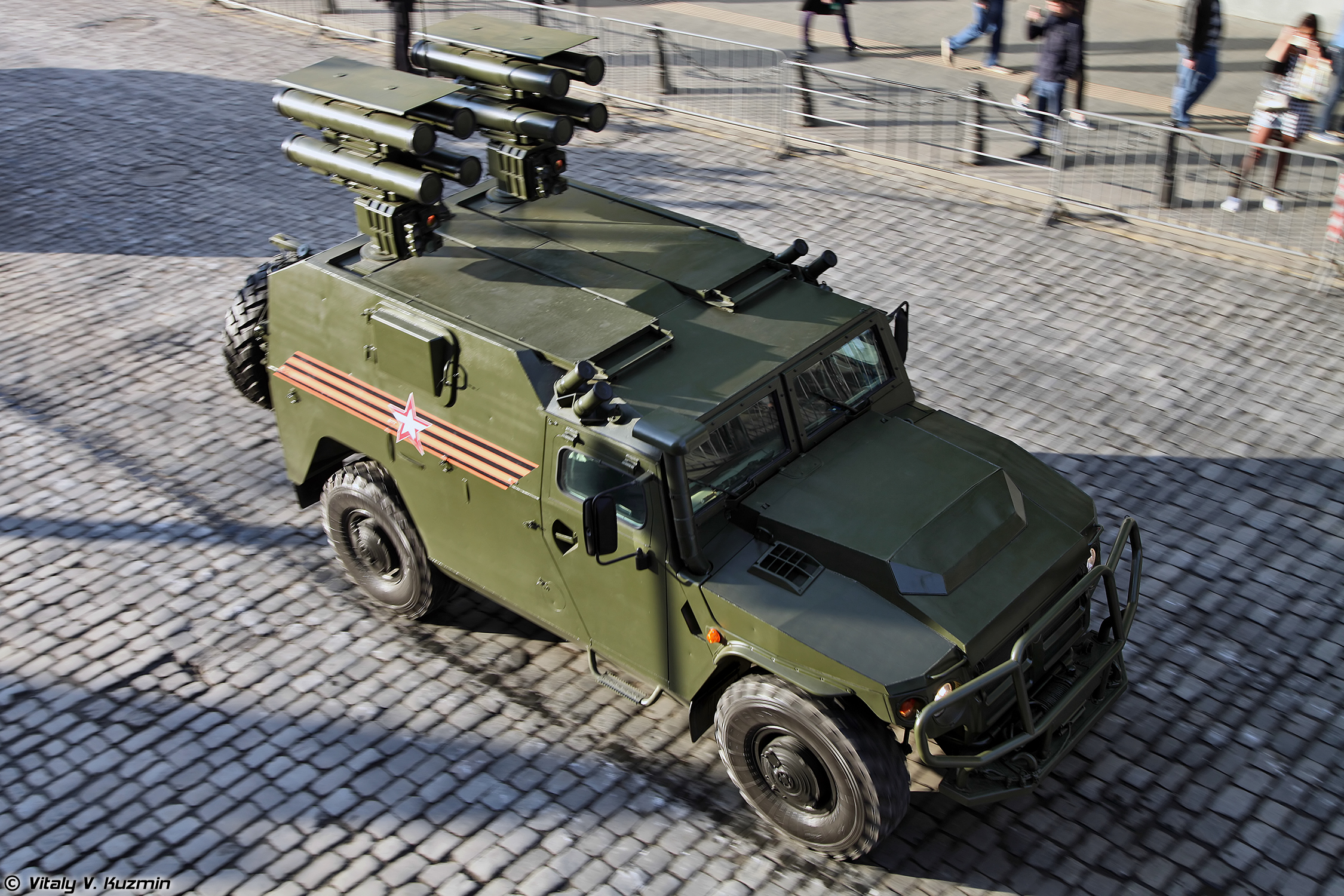
«Корнет-Д» на шасси ВПК-233116.

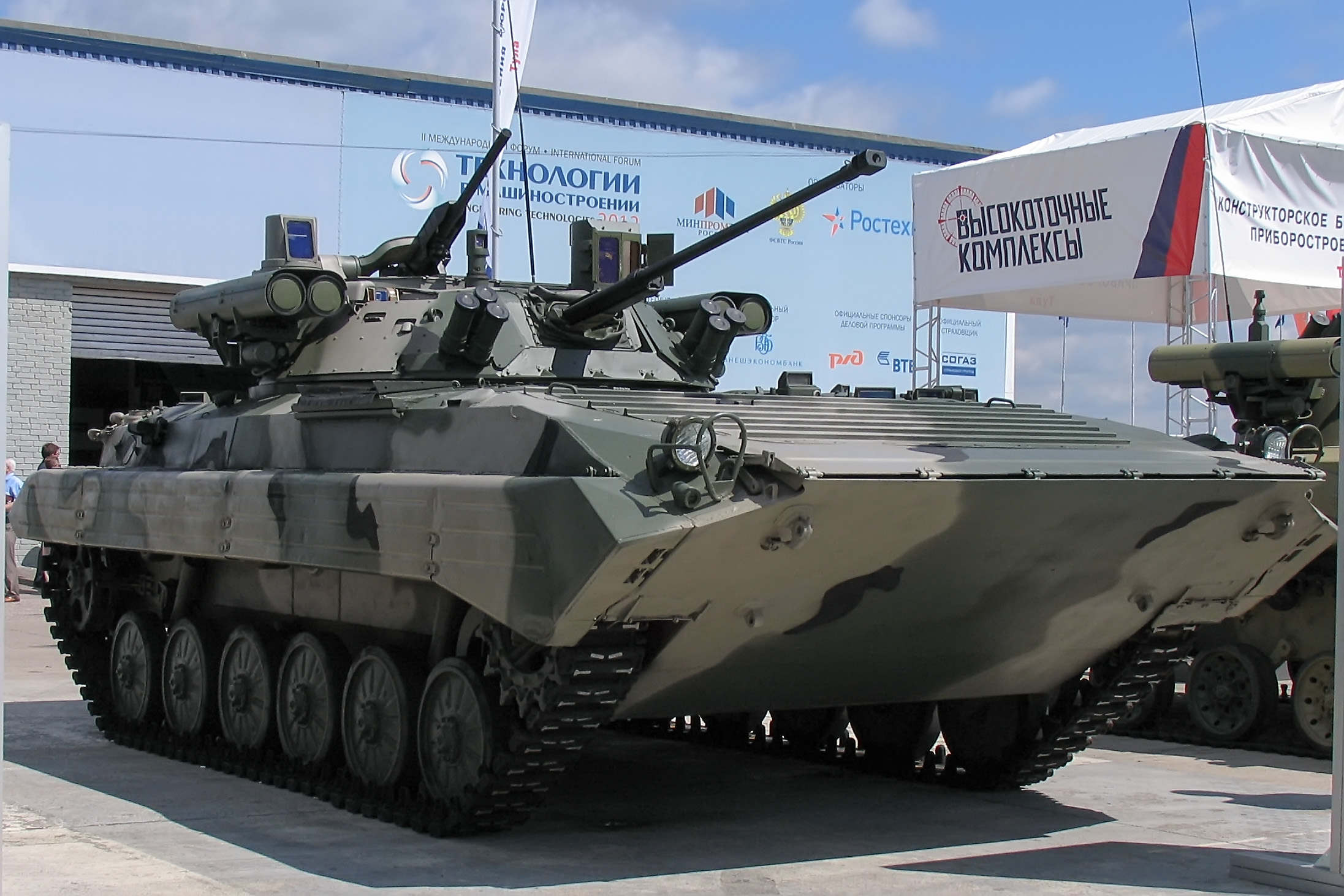
БМП-2 с боевым модулем "Бережок". В качестве противотанкового вооружения установлены четыре комплекса "Корнет"

- 9П161 — Самоходный ПТРК 9К128 Корнет-С на шасси БМП-3 с двумя ПУ, каждая с 1 направляющей и автоматом заряжания.
- 9П162 — Самоходный ПТРК 9К128-1 Корнет-Т на шасси БМП-3, БТР-80 с двумя ПУ, каждая с 1 направляющей и автоматом заряжания.
- 9П162М — Самоходный ПТРК Корнет-Д1 на шасси БМД-4М опытный.   — «Корнет-Д»
- 9П163 — Возимо-переносной ПТРК 9К129 Корнет-П с 1 направляющей.
- 9П163-1 — Возимо-переносной ПТРК 9К129-1 Корнет-П с 1 направляющей. Самоходный ПТРК 9К135 Вест на шасси УАЗ-3151 с 4 направляющими и автоматом заряжания опытный.
- 9П163-2 Квартет — Боевой модуль ПТРК Корнет\Корнет-Э с 4 направляющими и автоматом заряжания для размещения на лёгких носителях.
- 9П163-2М Квартет-М — Боевой модуль ПТРК Корнет-Д\ЭМ с 4 направляющими и автоматом заряжания для размещения на лёгких носителях.
- 9П163-3 — Самоходный ПТРК Корнет-Д1\ЭМ на шасси ВПК-233116\ВПК-233136 Тигр-М с двумя ПУ, каждая с 4 направляющими и автоматом заряжания.
- 9П163М-1 — Возимо-переносной ПТРК Корнет-П\Э с 1 направляющей.
- 9П163М-2 — Возимо-переносной ПТРК Корнет-Д\ЭМ с 1 направляющей.

## Операторы

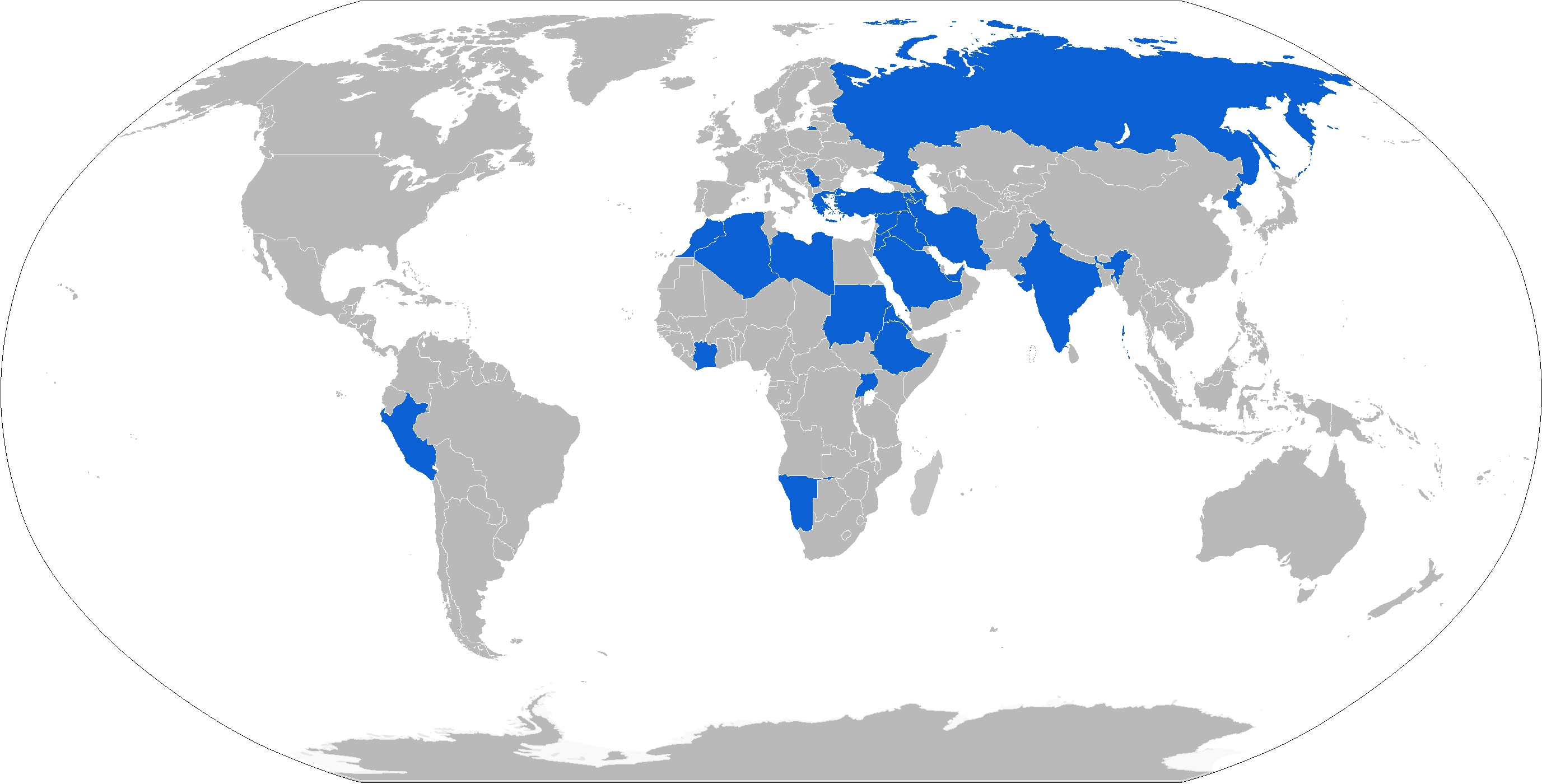
Операторы ПТРК «Корнет».

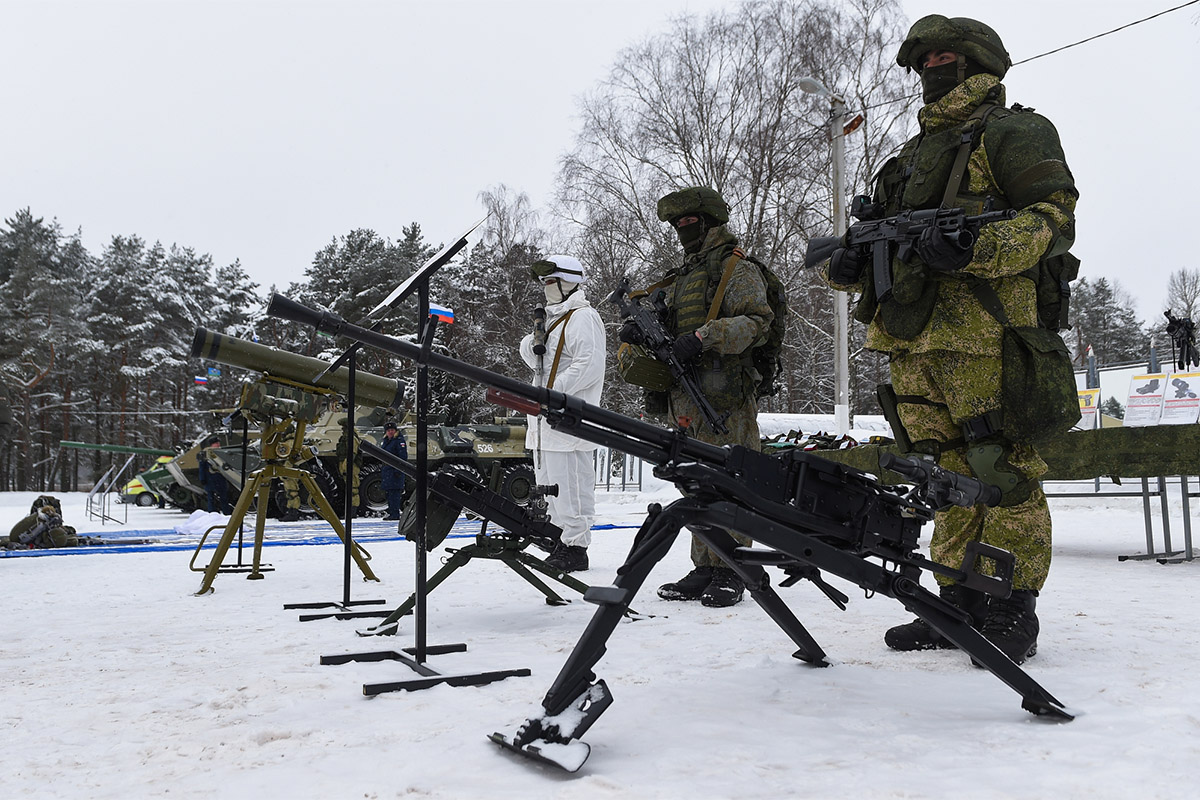
ПТРК «Корнет» на вооружении 104-го гв. дшп.

По состоянию на август 2009 года было продано 35 000 единиц ПТРК «Корнет».
- Азербайджан — около 100 единиц 9М133 поставлено из России в период с 2009 по 2010 годы[9].
- Армения — По данным Центра анализа мировой торговли оружием Армения закупила в 2013 году 50 ПТРК и 200 ракет к нему.
- Россия — около 750 ПТРК «Корнет», по состоянию на 2009 год[8].
- Алжир — 64 БРДМ-2М и 304 БМП-2М с пусковыми установками «Корнет-Э», а также некоторое количество переносных пусковых установок, по состоянию на 2013 год[10]. Около 3000 единиц 9М133 поставлено из России в период с 2006 по 2010 годы[11].
- Греция — 196 ПУ 9П196 «Корнет-Э» на вооружении Сухопутных войск, по состоянию на 2013 год[12]. Поставка осуществлялась в два этапа, по контракту, заключённому с Рособоронэкспортом в 2001 году на 278 ПТРК[13].
- Индия — более 250 пусковых установок 9П196 «Корнет-Э» и около 3000 единиц 9М133 поставлено из России в период с 2003 по 2006 годы[9].
- Иордания — 200 пусковых установок и 2000 единиц 9М133, по состоянию на 2013 год[14][15]. Поставлены из России в период с 2009 по 2010 годы[9].
- Кот-д’Ивуар — некоторое количество ПТРК «Корнет-Э», по состоянию на 2013 год[16].
- Ливия — количество и статус неизвестны[17].
- Перу — 22 M1165A2 с пусковыми установками «Корнет-Э» и 244 ПТУР, по состоянию на 2013 год[18]. Контракт заключён в 2008 году на сумму 23 млн. долл[19].
- Сирия — 1000 ПТУР и 100 ПУ «Корнет-Э», по состоянию на 2013 год[20]. Контракт на поставку выполнен в 1990-е на сумму 65 млн. долл[21]. Ещё около 1500 ПТУР получены в 2002—2006 гг[15].
- Турция — 80 пусковых установок «Корнет-Э», по состоянию на 2013 год[22], в том числе, до 800 ракет — поставленных в 2009 году по контракту, заключённому с Рособоронэкспортом в 2008 году[23].
- Эритрея — 80 единиц 9М133 поставлено из России в 2005 году, общая сумма контракта — 170 тыс. $[9].
- Сербия — Партия пусковых установок противотанковых ракетных комплексов (ПТРК) «Корнет» в 2021 году. Количество неизвестно[24].

Военизированные организации
- Хезболла[15][25][26][27], в том числе — «Корнет-Э» в ходе Второй Ливанской войны (2006)[28].
- НФОП[29].
- Хамас[15][30][31][32].
- Вооружённые формирования пророссийских сепаратистов Донецкой и Луганской областей Украины[33][34].

## Боевое применение

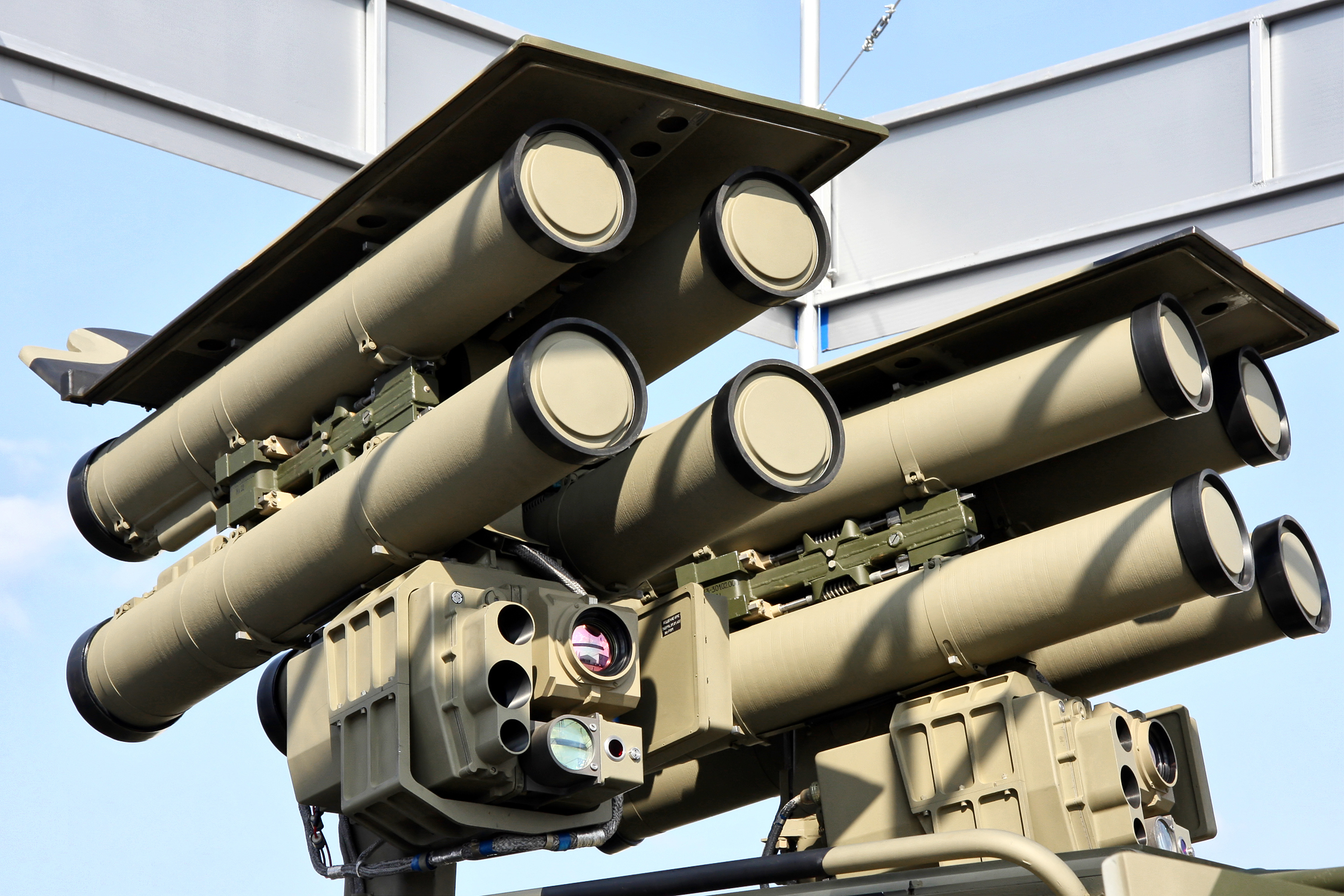
ПУ с ТПК на Корнет-ЭМ на МАКС-2011.

ПТРК «Корнет-Э» (экспортный вариант) использовался в боевых действиях в ходе Второй ливанской войны группировкой «Хезболла» на юге Ливана в 2006 году. Несколько ПУ и неиспользованные ракеты были захвачены Армией обороны Израиля. По заявлению генерального секретаря Хезболлы Хассана Насраллы, комплексы были получены из Сирии. Несколько (предположительно две единицы) ПТРК «Корнет» доставлены в Израильский Национальный институт по изучению боеприпасов инженерных войск армии обороны Израиля.
По заявлениям израильских властей, 7 апреля 2011 во время обстрела израильского школьного автобуса боевики ХАМАС применили ПТРК «Корнет», что привело к дипломатическому скандалу между Израилем и Россией.
ПТРК «Корнет» применяются силами Свободной армии Сирии в ходе гражданской войны в Сирии.
ПТРК «Корнет» использовался членами группировки ИГИЛ в Ираке.
В 2014 году по заявлению израильских военных, израильская армия нашла противотанковые ракеты российского производства «Корнет» во время операции «Нерушимая Скала» в секторе Газа. Также во время этой операции из 15 ракет, запущенных по израильским танкам и перехваченных системами активной танковой защиты «Трофи», большая часть являлась ПТУРами «Корнет» или их модификациями. Также в некоторых случаях «Трофи» смогла обнаружить места запуска ПТУРов, что позволило командам танков уничтожить их уже сразу после перехвата.
28 января 2015 года не менее трёх противотанковых ракет комплекса «Корнет» были запущены с территории Ливана по израильскому военному джипу и селению. В результате 2 военнослужащих погибли и 7 получили ранение, включая гражданские лица. В мае 2019 года противотанковой ракетой «Корнет» из сектора Газа на трассе между посёлком Яд-Мордехай и городом Сдерот был подбит автомобиль марки «Ситроен». Водитель, мужчина (60 лет), был смертельно ранен и скончался в ходе его эвакуацию в больницу.
ПТРК «Корнет» использовался пророссийскими сепаратистами в ходе войны в Донбассе. Блок двигателя 9M133Ф-1, узел управления ракеты, а также пустые тубусы были продемонстрирована международным экспертам в качестве подтверждения российского участия в войне.
28 августа 2024 года, в ходе вторжения России на Украину расчëт ПТРК «Корнет» соединения войск ВДВ из состава группировки «Днепр» уничтожил станцию РЭБ ВСУ, которая располагалась на побережье Днепровского лимана в районе Очакова. Цель была поражена с рекордной дистанции в 8150 метров.

## Изображения

Противотанковый ракетный комплекс «Корнет-Э» на МАКС-2009.
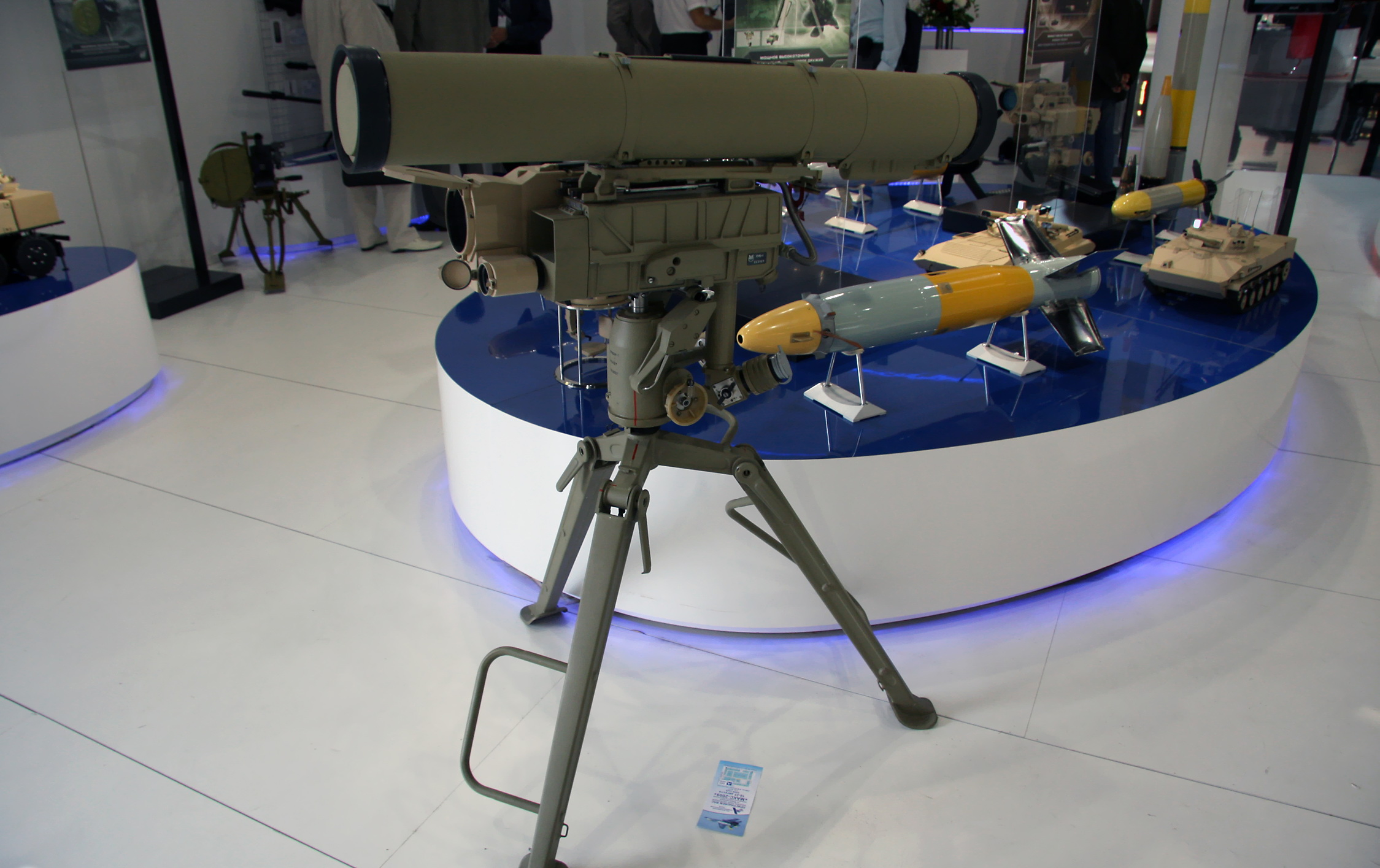
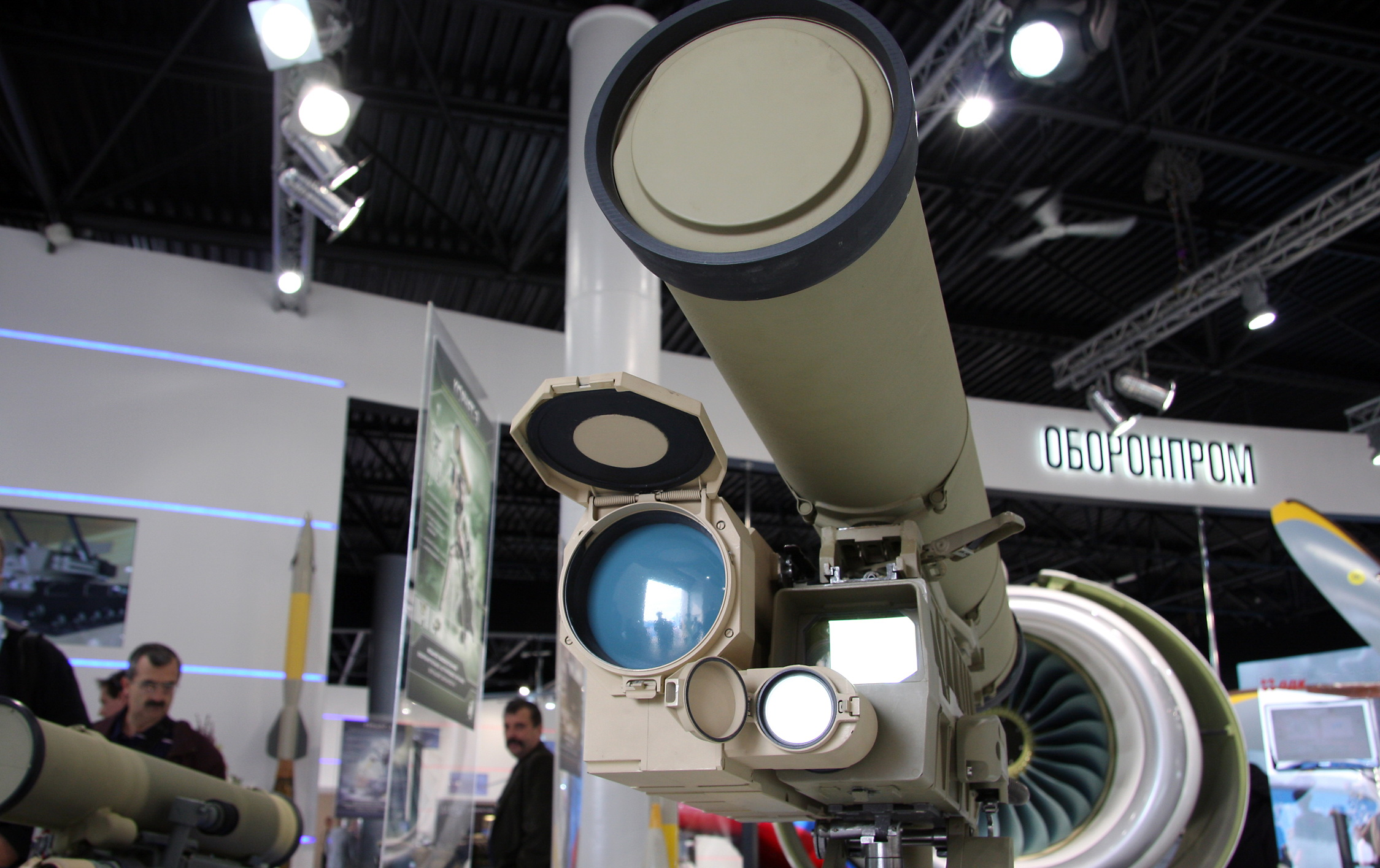
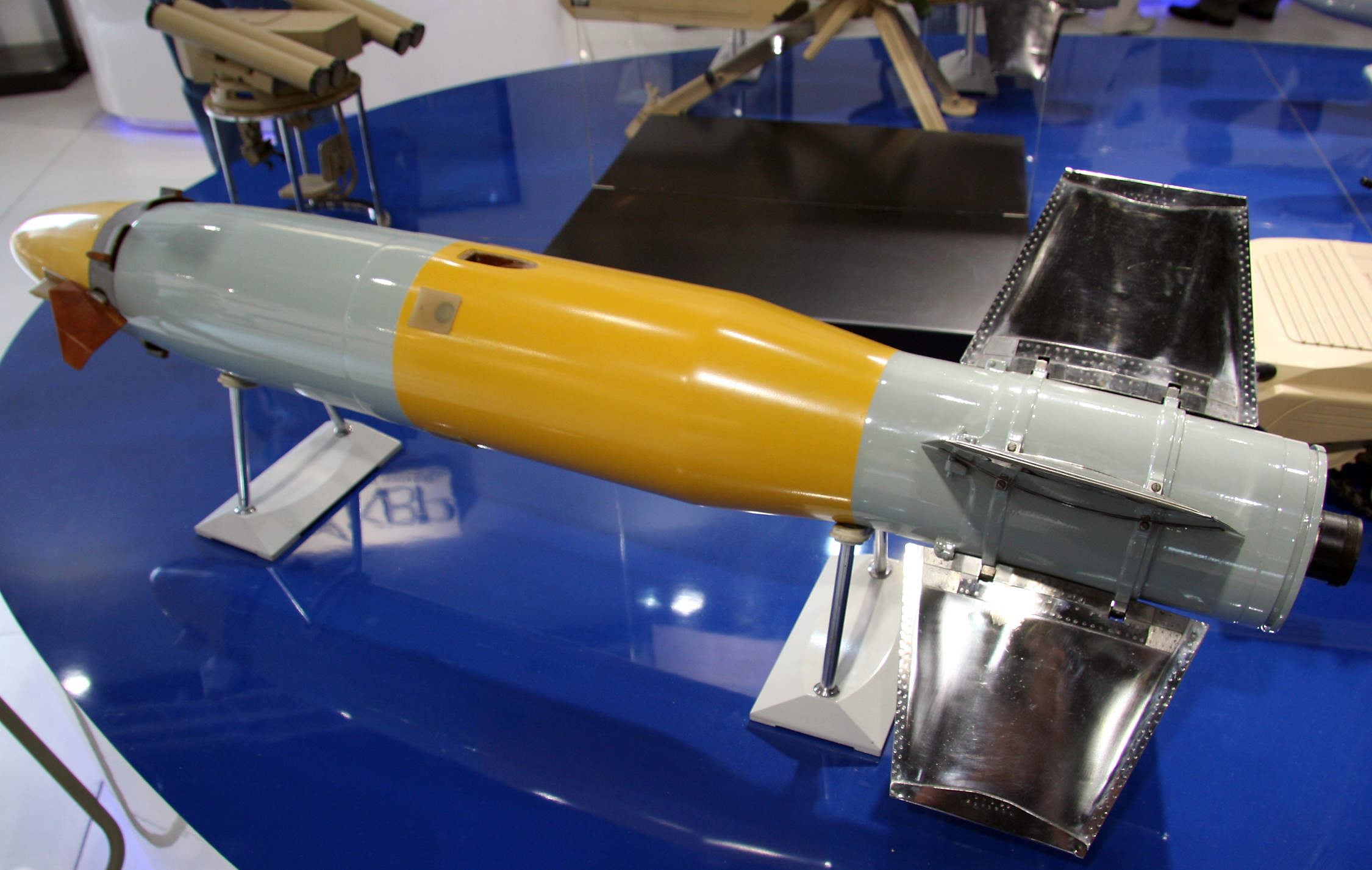
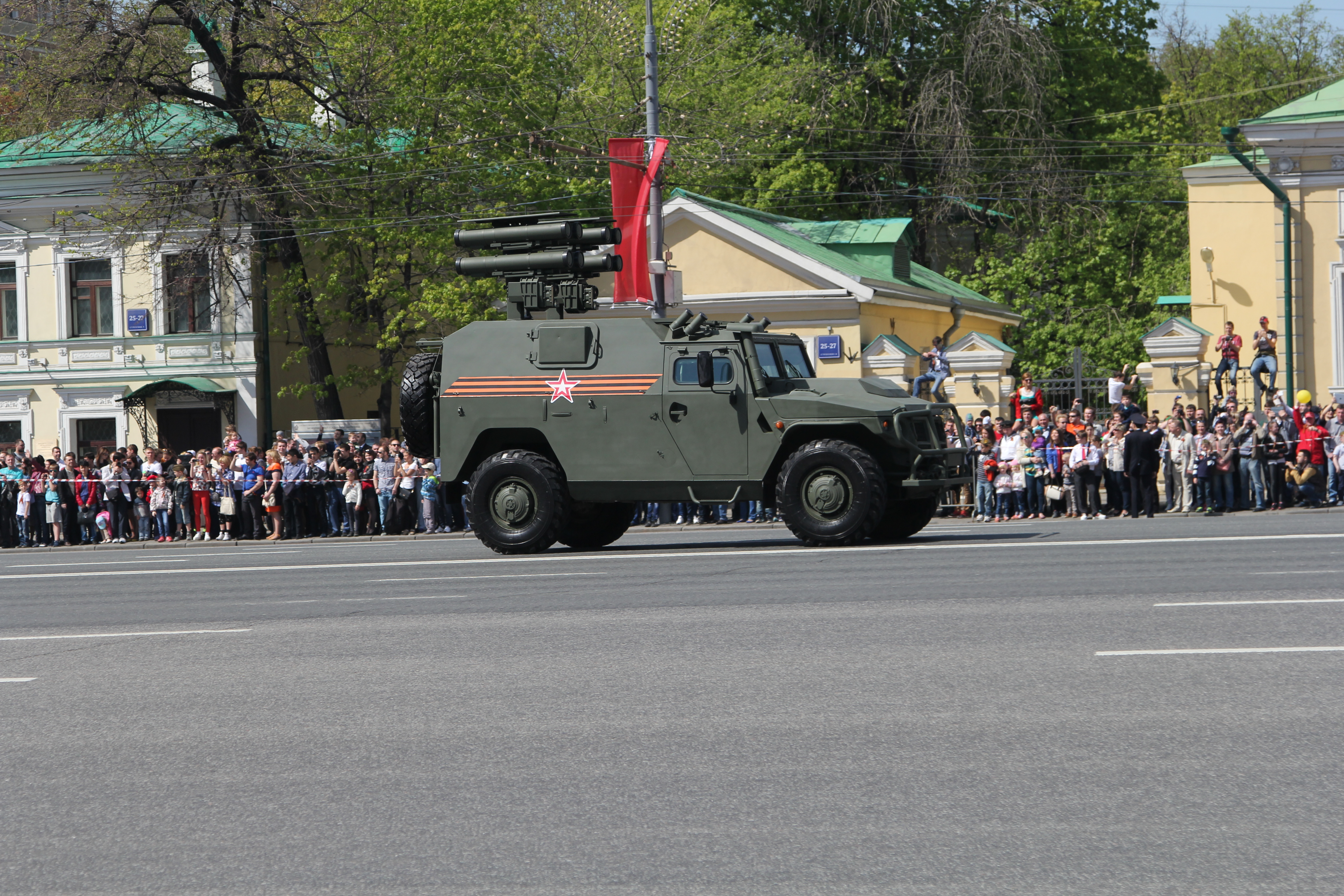